# تارنوویتس (استان اوپوله)
تارنوویتس (به لهستانی: Tarnowiec) یک منطقهٔ مسکونی در لهستان است که در گمینا لوبشا واقع شده‌است.